# Franche-Comté
Franche-Comté Franciaország egyik régiója, amely a középkori Burgund Szabadgrófság területén alakítottak ki 1678 után. 1516 és 1668 között folyamatosan spanyol fennhatóság alatt állt, 1668-ban XIV. Lajos francia király hadserege elfoglalta, de ekkor még vissza kellett adniuk a spanyoloknak, másodszorra 1674-ben került francia megszállás alá, végül 1678-ban hivatalosan is a Francia Királysághoz csatolták.